# NGC 126
NGC 126 (również PGC 1784) – galaktyka soczewkowata (SB0), znajdująca się w gwiazdozbiorze Ryb. Odkrył ją 4 listopada 1850 roku Bindon Stoney – asystent Williama Parsonsa.